# Robin av Sherwood
Robin av Sherwood (Robin of Sherwood på originalspråk) är en brittisk TV-serie baserad på Robin Hood-legenden. Den spelades in i England och sändes mellan 1984 och 1986. I Sverige har den sänts på TV4 med titeln Robin i Sherwoodskogen 1990 och på TV3 med titeln Robin från Sherwood 1995.
Serien skrevs av Richard Carpenter och regisserades av bland andra Ian Sharp och Robert Young. Den prisbelönta musiken skrevs av det irländska bandet Clannad och släpptes på albumet Legend.
Serien var en av 1980-talets mest nyskapande i England och den enda av alla Robin Hood-dramatiseringar där sheriffen av Nottingham faktiskt har lyckats döda Robin Hood. När skådespelaren Michael Praed, som gestaltar bondpojken och rebellen Robin of Loxley, beslutade sig för att hoppa av serien efter två säsonger valde seriens skapare att inte bara ersätta honom med en annan skådespelare, utan man lät istället Praeds rollfigur dö och ersättas av en "ny" Robin Hood. Efter Loxleys död steg den rike adelsmannen Robert of Huntingdon, spelad av Jason Connery, in och tog över rollen som ledare av Robin Hoods laglösa gäng. Då folket i Nottingham, som generellt inte visste hur Robin Hood såg ut personligen, inte förstod att Loxley var död och att gänget hade en ny ledare fortsatte de helt enkelt att kalla Huntingdon för Robin Hood, i tron att det var en och samme man. Serieförfattarna experimenterade här med teorin att "Robin Hood" kanske snarare var en titel, eller en gemensam benämning, på en laglös rånare i medeltidens England än en verklig och enhetlig person. 
Tv-serien skiljer sig även åt från andra i avseendet att Robin Hood-karaktären inte är någon hängiven kristen, utan tjänar den hornprydde skogsguden Herne, som är hämtad ur keltisk mytologi. Det var även den första Robin Hood-dramatiseringen där en medlem av "arabiskt" ursprung fanns med i Robin Hoods gäng (Nasir, spelad av Mark Ryan). Denne medlem av utländsk härkomst har sedan kopierats i filmer och serier såsom till exempel Robin Hood: Prince of Thieves, Robin Hoods nya äventyr och Robin Hood - Karlar i trikåer.

## Rollista
- Michael Praed – Robin av Loxley
- Jason Connery – Robert av Huntingdon
- Nickolas Grace – Sheriffen av Nottingham
- Judi Trott – Lady Marion av Leaford
- Ray Winstone – Röde Will
- Clive Mantle – Lille John
- Peter Llwellyn Williams – Much
- Robert Addie – Sir Guy of Gisburne
- Phil Rose – Broder Tuck
- Mark Ryan – Nasir
- Philip Jackson – Abbot Hugo de Rainault
- John Abineri – Herne
- Philip Davis – Prins / Kung John
- John Rhys-Davies – Kung Richard I, Rikard Lejonhjärta
- Anthony Valentine – Baron de Belleme
- Jeremy Bulloch – Edward av Wickham
- Claire Toeman – Meg
- Stuart Linden – Den gamle fången
- Richard O'Brien – Gulnar
- George Baker – Sir Richard av Leaford

## Lista över avsnitt
Säsong 1
1. Robin Hood and the Sorcerer, del 1 (dubbelavsnitt)
2. Robin Hood and the Sorcerer, del 2 (dubbelavsnitt)
3. The Witch of Elsdon
4. Seven Poor Knights From Acre
5. Alan A Dale
6. The King's Fool

Säsong 2
1. The Prophecy
2. The Children of Israel
3. Lord of the Trees
4. The Enchantment
5. The Swords of Wayland, del 1
6. The Swords of Wayland, del 2
7. The Greatest Enemy

Säsong 3
1. Herne's Son, del 1
2. Herne's Son, del 2
3. The Power of Albion
4. The Inheritance
5. The Cross of St. Ciricus
6. The Sheriff of Nottingham
7. Cromm Cruac
8. The Betrayal
9. Adam Bell
10. The Pretender
11. Rutterkin
12. The Time of the Wolf, del 1
13. The Time of the Wolf, del 2